# Fotosynteza

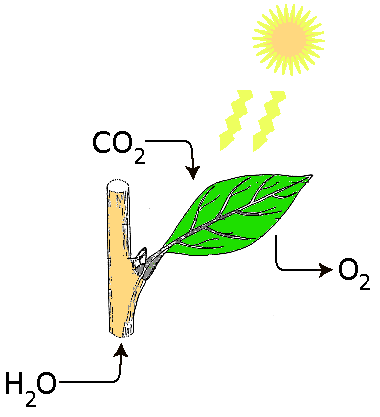
Najczęściej substratami fotosyntezy są dwutlenek węgla i woda, produktami – węglowodany i tlen, a źródłem energii – światło słoneczne

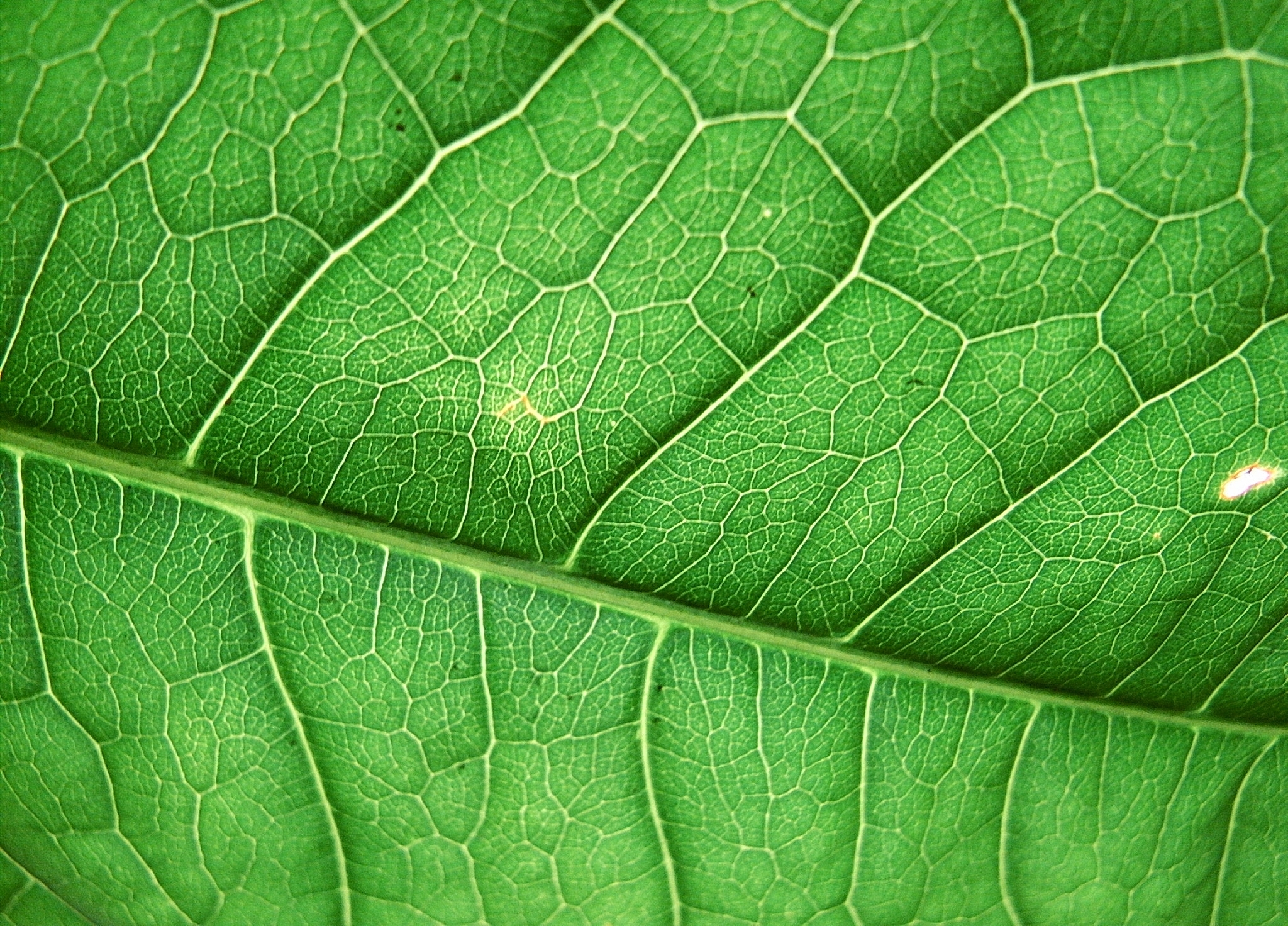
Źródłem zielonego koloru liścia jest chlorofil (barwnik fotosyntetyczny)

Fotosynteza (stgr. φῶς – światło, σύνθεσις – łączenie) – proces wytwarzania związków organicznych z materii nieorganicznej zachodzący w komórkach zawierających chlorofil lub bakteriochlorofil, przy udziale światła. Jest to jedna z najważniejszych przemian biochemicznych na Ziemi. Proces ten utrzymuje wysoki poziom tlenu w atmosferze oraz przyczynia się do wzrostu ilości węgla organicznego w puli węgla, zwiększając masę materii organicznej kosztem materii nieorganicznej.
Fotosynteza zachodzi w dwóch etapach – faza jasna (określana jako faza przemiany energii), w której światło jest absorbowane, a jego energia jest zamieniana na energię wiązań chemicznych, a jako produkt uboczny wydzielany jest tlen, oraz faza ciemna (określana jako faza przemiany substancji), w której energia wiązań chemicznych, związków powstałych w fazie świetlnej, jest wykorzystywana do syntezy związków organicznych. Obie fazy zachodzą jednocześnie. Wydajność zamiany energii światła na energię wiązań chemicznych węglowodanów wynosi 0,1–8%. W uproszczonej formie sumaryczny przebieg fotosyntezy z glukozą jako syntezowanym węglowodanem zapisuje się:
6H2O + 6CO2 + hν (energia świetlna) → C6H12O6 + 6O2↑;     ΔE = −2872 kJ/mol (–687 kcal/mol)
gdzie: h – stała Plancka; ν – częstotliwość fali
Najczęściej substratami fotosyntezy są dwutlenek węgla i woda, produktem – węglowodan i tlen (jako produkt uboczny), a źródłem światła – Słońce. Zarówno bezpośrednie produkty fotosyntezy, jak i niektóre ich pochodne (np. skrobia i sacharoza) określane są jako asymilaty.
W komórkach eukariotycznych proces fotosyntezy zachodzi w wyspecjalizowanych organellach – chloroplastach, zawierających barwniki fotosyntetyczne. U roślin organami zawierającymi komórki z chloroplastami są głównie liście, będące podstawowymi organami asymilacyjnymi. Pewne ilości chloroplastów zawierają także komórki niezdrewniałych łodyg oraz kwiatów i owoców. Ze względu na rozkład wody i wydzielanie tlenu sinice i fotosyntetyzujące eukarionty zalicza się do organizmów o oksygenicznym typie fotosyntezy, z wydzieleniem tlenu. Wśród bakterii jedynie sinice przeprowadzają fotosyntezę w sposób opisany powyżej. Pozostałe jako donorów elektronów używają związków siarki lub prostych związków organicznych. Tlen w takim przypadku nie jest wydzielany, a proces określa się jako anoksygeniczny typ fotosyntezy.

## Organizmy wykorzystujące fotosyntezę
Dawniej wszystkie organizmy wyposażone w chlorofil zaliczano do jednego królestwa – roślin. Badania ewolucjonistów wykazały, że zdolność do fotosyntezy nie jest dobrym kryterium oceny związków filogenetycznych. Fotosynteza tlenowa (z uwolnieniem tlenu) wykształciła się pierwotnie jedynie u sinic, natomiast aparat fotosyntetyczny organizmów eukariotycznych (chloroplast) jest wynikiem endosymbiozy.
Organizmy uzyskujące energię metaboliczną na drodze fotosyntezy to:
- wszystkie rośliny (nieliczne wyjątki to rośliny cudzożywne: pasożytnicze i tzw. saprofityczne);
- niektóre protisty, takie jak eugleniny, bruzdnice, złotowiciowce, różnowiciowce, okrzemki, brunatnice;
- część bakterii i archeanów: sinice, bakterie zielone, bakterie purpurowe, heliobakterie oraz halobakterie (uzyskujące energię w procesie fotochemicznym odmiennym od klasycznej fotosyntezy).

W przypadku protistów i bakterii zdolnych do przeprowadzania fotosyntezy część gatunków może korzystać zarówno z energii światła, gdy jest dostępne, jak i wykorzystywać związki organiczne jako źródło energii, gdy światło nie jest dostępne. Organizmy takie określa się jako miksotrofy.

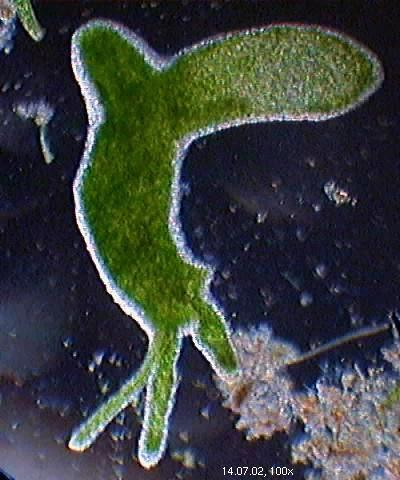
Stułbia zielona (Hydra viridis) – zwierzę wykorzystujące fotosyntezę dzięki symbiozie z zoochlorellami

Ze względu na istnienie ścisłych powiązań symbiotycznych, z efektów fotosyntezy niemal bezpośrednio mogą korzystać porosty, a także organizmy zasadniczo cudzożywne posiadające zoochlorelle, zooksantelle i cyjanelle.
Niektóre ślimaki morskie, np. Elysia chlorotica, przyswajają chloroplasty z przyjmowanego pokarmu i przechowują w swoich ciele, gdzie nadal zachodzi fotosynteza. Niektóre geny jądrowe komórek roślinnych zostały na drodze poziomego przepływu genów przeniesione do genomu ślimaków, dzięki czemu chloroplasty są zaopatrywane w białka, które pozwalają im przetrwać.
U większości zwierząt i protistów będących gospodarzami dla tzw. kleptochloroplastów symbioza ta nie jest aż tak zaawansowana, gdyż chloroplasty pozbawione produktów genomu jądrowego skonsumowanych glonów są w stanie przeżyć w ciele nowego gospodarza najwyżej 2–3 miesiące.
Stosunkowo często zwierzęta i protisty są gospodarzami dla fotosyntetyzujących jednokomórkowych glonów, a nie tylko chloroplastów. Glony takie nazywa się endofitami, a w zależności od barwy i przynależności taksonomicznej wyróżnia się wśród nich zoochlorelle, zooksantelle i cyjanelle. Stopień współzależności bywa różny – niektóre endosymbiotyczne glony są silnie uwstecznione, zachowując pewną autonomię tak, że istnieje niemal płynna granica między uznawaniem za endosymbionty lub za autonomiczne chloroplasty (np. prochlorofity oraz zawierające nukleomorf chloroplasty kryptomonad i chlorarachniofitów).

## Fotosynteza eukariotów

Fotosynteza przebiega dwuetapowo. W fazie jasnej powstają NADPH, ATP oraz tlen. W cyklu Calvina CO_{2} jest redukowany z wytworzeniem prostych cukrów.

Na proces fotosyntezy składają się dwa etapy:
- faza jasna lub inaczej faza świetlna zachodząca w błonach tylakoidów, polegająca na przekształceniu energii zawartej w świetle do energii wiązań chemicznych dwóch związków chemicznych: ATP i NADPH. Oba związki przenoszące energię wytwarzane są dzięki przenoszeniu elektronów poprzez kolejne przenośniki. Kwanty światła pochłonięte przez cząsteczki barwników asymilacyjnych służą do oderwania elektronów od cząsteczek chlorofilu, a przyłączonych do kompleksów białkowych znajdujących się w błonach tylakoidów. Energia światła wykorzystywana jest do oderwania elektronów od cząsteczki wody i przeniesienia ich przez system przekaźników elektronów na utlenioną formę NADP+. W transporcie elektronów biorą udział kompleksy barwnikowo-lipidowo-białkowe: fotoukład I (PS I), fotoukład II (PS II), kompleks cytochromowy b6f trwale związane z błonami, oraz ruchliwe przekaźniki elektronów w postaci plastochinonu i plastocyjaniny. Transport elektronów przez wymienione przenośniki prowadzi także do wytworzenia różnicy stężeń jonów wodorowych w poprzek błon. Energia zmagazynowana w tej postaci jest wykorzystywana przez enzym, syntazę ATP, do wytworzenia ATP. Uproszczony zapis reakcji zachodzących w fazie jasnej przedstawia równanie (nie przedstawia ono jednak ściśle proporcji NADPH do ATP):

2 H2O + 2 NADP+ + 3 ADP + 3 Pi → 2 NADPH + 2 H+ + 3 ATP + O2
- faza ciemna nazywana także cyklem Calvina-Bensona zachodząca w stromie chloroplastów. Energia zgromadzona w ATP i NADPH+H+ wykorzystywana jest do przekształcenia dwutlenku węgla do prostych związków organicznych. Następuje to poprzez przyłączenie CO2 do pięciowęglowego związku – 1,5-bisfosforybulozy. Powstały związek sześciowęglowy rozpada się na dwie cząsteczki zawierające po trzy atomy węgla, które po zredukowaniu przy użyciu NADPH+H+ stanowią pierwszy trwały produkt fotosyntezy – aldehyd 3-fosfoglicerynowy (triozę). W wyniku ich przekształcania powstaje glukoza oraz odtwarzana jest 1,5-bisfosforybuloza konieczna do związania kolejnych cząsteczek dwutlenku węgla.

Uproszczony zapis reakcji zachodzących w fazie ciemnej przedstawia równanie:
3 CO2 + 9 ATP + 6 NADPH + 6 H+ → C3H6O3 + 9 ADP + 8 Pi + 6 NADP+ + 3 H2O

### Faza jasna

Schemat przekazywania energii do centrum reakcji: 1 – foton (kwant światła), 2 – cząsteczka chlorofilu, 3 – centrum reakcji, 4 – wybity elektron, 5 – fotoukład. Energia wzbudzenia przekazywana jest do centrum reakcji przez kolejne cząsteczki chlorofilu.

Chlorofil zdolny jest do pochłonięcia kwantu światła niebieskiego lub czerwonego.

Zamiana energii światła na energię wiązań chemicznych jest możliwa dzięki absorpcji kwantów światła (fotonów) przez chlorofil. Cząsteczka tego barwnika może absorbować zarówno kwant światła czerwonego (λmaks = 634 nm), przechodząc ze stanu podstawowego (trypletowego) do pierwszego stanu wzbudzonego (pierwszego stanu singletowego), jak i kwant światła niebieskiego, przechodząc ze stanu podstawowego do drugiego stanu wzbudzonego (drugiego stanu singletowego). Drugi stan wzbudzenia jest wyjątkowo nietrwały, cząsteczka chlorofilu szybko przechodzi do pierwszego stanu wzbudzenia, rozpraszając różnicę energii między stanami. Energia pierwszego stanu wzbudzenia może być przekazana poprzez kolejne cząsteczki chlorofilu układu antenowego do centrum reakcji fotoukładu, wybijając z niego elektron. Energia wzbudzonego chlorofilu może być też wyemitowana jako kwant światła, co obserwuje się jako czerwone promieniowanie fluorescencyjne w postaci ciepła. Jego część może być ponownie wykorzystana do fotosyntezy.
Niezależnie od tego czy zostanie pochłonięty kwant światła niebieskiego, czy kwant światła czerwonego, do wybicia elektronu z centrum reakcji używana jest jedynie energia pierwszego stanu wzbudzonego. W absorpcji światła biorą także udział barwniki należące do karotenoidów. Ich maksima absorpcji (400–500 nm) częściowo się pokrywają z maksimum absorpcji chlorofili (barwa niebieska), ale zakres obejmuje również część widma w niewielkim stopniu absorbowaną przez chlorofile (barwa niebieskozielona i zielona). W związku z tym udział karotenoidów zwiększa wykorzystane światła o część pasma słabo absorbowaną przez chlorofile. Cząsteczki karotenoidów znajdujące się w antenach fotosyntetycznych przekazują energię wzbudzenia do centrum reakcji za pośrednictwem chlorofilu. Barwniki pomocnicze znajdują się w kompleksach zbierających światło (ang. light-harvesting complex LHC) nazywanych także antenami pomocniczymi. Anteny pomocnicze to kompleksy barwnikowo-białkowe otaczające centrum reakcji, do którego przekazują energię wzbudzenia barwników w nich występujących. LHC II towarzyszący fotoukładowi II składa się z białka o masie 26 kDa, siedmiu cząsteczek chlorofilu a, sześciu cząsteczek chlorofilu b i dwóch cząsteczek karotenoidów. LHC II do pewnego stopnia wykorzystuje też energię cieplną, dzięki czemu możliwe jest wykorzystanie światła o niższej energii. Poza pełnieniem funkcji barwników pomocniczych karotenoidy chronią aparat fotosyntetyczny przed uszkodzeniem w przypadku nadmiaru światła. 
Zakres światła wychwytywany przez chlorofil, tj. 380–710 nm, określany jest jako promieniowanie czynne fotosyntetycznie (ang. photosynthetically active radiation PAR). Jest to pewne uproszczenie, gdyż co prawda większość fotoautotrofów wykorzystuje właśnie światło o tej długości fali, mimo to istnieją organizmy, których zakres długości fal światła używanego do fotosyntezy wykracza poza te wartości. Światło słoneczne niesie promieniowanie o różnych długościach fali, a PAR na poziomie morza stanowi ok. 44% jego całej energii. Ponadto dzięki wykorzystywaniu energii cieplnej w fotoukładzie II, może być wykorzystana energia bliskiej podczerwieni. Również PAR jest nierównomiernie wykorzystywane przez różne grupy organizmów, zwłaszcza wodnych. Czerwona i niebieska cześć widma absorbowana przez chlorofile jest w dużym stopniu pochłaniana przez wodę. Sinice i krasnorosty absorbują światło z udziałem kompleksów barwnikowo-białkowych o nazwie fikobilisomy, w których oprócz białek występują barwniki należące do grupy fikobilin. Fikobilisomy podobnie jak układy antenowe LHC przekazują energię wzbudzenia do centrum reakcji zawierającego chlorofil. Pojedynczy fikobilisom zawiera setki fikobilin i wykazuje maksimum absorpcji w zakresie 470–650 nm. Badania in vitro na glonach wykazały, że β-karoten przekazuje chlorofilowi 10% energii świetlnej, luteina – 60%, a fukoksantyna – 100%. Badania in vivo wykazały, że u zielenic na chlorofil przekazywane jest około połowy energii pochłanianej przez karotenoidy, u sinic – 10–15%, natomiast u glonów zawierających fukoksantynę (stramenopile takie jak okrzemki i brunatnice) – 70–80%. Taką samą wydajność uzyskują glony, u których energia słoneczna wychwytywana jest przez fikobiliny, tj. sinice i krasnorosty. W doświadczeniach na glonach Chlorella wykazano, że na 2500 wzbudzonych cząsteczek chlorofilu powstawała jedna cząsteczka O2.

Schemat fazy jasnej fotosyntezy. Użyte skróty: P-680 centrum reakcji fotoukładu II; P-700 centrum reakcji fotoukładu I; Phe feofityna; K Mn kompleks rozkładający wodę; Q_{A} Q_{B} plastochinon połączony z białkiem; PQ wolny plastochinon; b_{6w} wysokopotencjałowy hem cytochromu b_{6}; b_{6n} niskopotencjałowy hem cytochromu b_{6}; FeS centrum żelazowo-siarkowe białka Rieskego; PC plastocyjanina; A cząsteczka chlorofilu; A_{1} witamina K_{1}; F_{x} centra żelazowo-siarkowe; F_{D} ferredoksyna; FNR reduktaza ferredoksyna-NADP

#### Fosforylacja niecykliczna
Energia kwantów światła przekazana do centrum reakcji fotoukładu II powoduje wybicie elektronu. Elektron jest przekazywany przez cząsteczkę feofityny, a następnie poprzez cząsteczki plastochinonu połączone z białkami na wolny plastochinol. Powstały wskutek redukcji plastochinonu, plastochinol przemieszcza się w błonie tylakoidu, na drodze dyfuzji, do kompleksu cytochromowego b6f. W obrębie kompleksu cytochromowego b6f zachodzi cykl Q, w wyniku którego dodatkowe protony H+ przemieszczane są ze stromy chloroplastów do wnętrza tylakoidów. Kompleks cytochromowy b6f przekazuje elektron na niewielkie białko zawierające miedź – plastocyjaninę. Odbiorcą elektronów od plastocyjaniny jest fotoukład I, po uprzednim wybiciu elektronów z centrum reakcji. Wybicie elektronu z centrum reakcji fotoukładu I odbywa się poprzez wzbudzenie cząsteczki chlorofilu. Elektron wybity z centrum reakcji fotoukładu I przekazywany jest na cząsteczkę NADP+, która staje się formą zredukowaną NADPH. W przekazaniu elektronu na cząsteczkę NADP+ bierze udział kilka przekaźników, między innymi cząsteczka witaminy K (filochinon) oraz ferredoksyna. Miejsce po elektronie oderwanym z centrum reakcji fotoukładu II zapełniane jest przez elektron oderwany z wody. Reakcja ta jest przeprowadzana przez kompleks rozkładający wodę. Po oderwaniu 4 elektronów następuje rozszczepienie 2 cząsteczek wody na 4 protony i cząsteczkę tlenu. W wyniku uwalniania protonów z rozkładu wody wewnątrz tylakoidu (lumenie), pobierania protonów podczas redukcji NADP+ w stromie chloroplastu oraz transportu protonów w cyklu Q, ze stromy do wnętrza tylakoidu, powstaje gradient protonowy – różnica stężeń protonów na zewnątrz i wewnątrz tylakoidu. Gradient protonowy jest wykorzystywany przez kompleks syntazy ATP do wytwarzania drugiego produktu fazy jasnej – ATP. Opisany szlak wędrówki elektronów z cząsteczki wody na cząsteczkę NADP+ określa się jako fosforylację niecykliczną.

Schemat Z fotosyntezy. Zmiany potencjału redukcyjnego poszczególnych przenośników elektronów tworzą zygzak – stąd określenie graficznego schematu zmian potencjału oksydoredukcyjnego. 4Mn – kompleks rozkładający wodę, Tyr – reszta tyrozyny, P680 – para specjalna chlorofilu fotoukładu II, Phe – feofityna, Q_{A}, Q_{B} – cząsteczki plastochinonu związane z białkami fotoukładu, PQ – pula plastochinonu błony tylakoidów, Cyt b_{6}f – kompleks cytochromowy b_{6}f, PC – plastocyjanina, P700 – para specjalna chlorofilu fotoukładu I, A_{0} – cząsteczka chlorofilu, A_{1} – filochinon, F_{X}, F_{A}, F_{B} – centra żelazowo-siarkowe, F_{D} – ferredoksyna, FNR – reduktaza ferredoksyna-NADP.

#### Fosforylacja cykliczna
W okresie zwiększonego zapotrzebowania na ATP elektron z ferredoksyny może zostać przeniesiony nie na NADP+, lecz na kompleks cytochromowy b6f, by następnie poprzez plastocyjaninę powrócić do centrum reakcji fotoukładu I. Takiemu cyklicznemu transportowi elektronów towarzyszy przenoszenie protonów przez błonę tylakoidu, wytwarzanie gradientu stężeń protonów i syntaza ATP, nie powstaje jednak NADPH. Opisany szlak wędrówki elektronu nosi nazwę fosforylacji cyklicznej.

### Faza ciemna
Związki będące produktami fazy ciemnej fotosyntezy zostały szczegółowo poznane dzięki badaniom Melvina Calvina i Andrew Bensona, za co w 1961 roku Melvin Calvin otrzymał nagrodę Nobla w dziedzinie chemii. Badania te wykazały, że izotop węgla 14C podawany organizmom fotosyntetyzującym pojawia się najpierw w związku trójwęglowym – kwasie 3-fosfoglicerynowym. Z tego powodu rośliny, u których pierwszym produktem asymilacji CO2 jest związek trójwęglowy, określa się jako rośliny typu C3.

Schemat fazy ciemnej fotosyntezy. Czerwone liczby przed nazwą związku oznaczają liczbę cząsteczek biorących udział w reakcji.

#### Faza karboksylacji
Dwutlenek węgla przyłączany jest do 1,5-bisfosforybulozy. Enzymem katalizującym przyłączenie cząsteczki CO2 jest karboksylaza 1,5-bisfosforybulozy określana też jako karboksydysmutaza lub RuBisCO ((ang.) ribulose bisphosphate carboxylase-oxygenase). Enzym ten jest jednym z najbardziej rozpowszechnionych białek w przyrodzie. W wyniku przyłączenia cząsteczki CO2 do 1,5-bisfosforybulozy powstaje nietrwały związek sześciowęglowy – 1,5-bisfosfo-2-karboksy-3-ketoarabitol, który niemal natychmiast rozpada się na dwie cząsteczki kwasu 3-fosfoglicerynowego.

#### Faza redukcji
Kwas 3-fosfoglicerynowy jest fosforylowany ze zużyciem ATP powstającego w fazie jasnej do kwasu 1,3-bisfosfoglicerynowego. Drugi produkt fazy jasnej jest z kolei zużywany w reakcji redukcji kwasu 1,3-bisfosfoglicerynowego do aldehydu 3-fosfoglicerynowego.

#### Faza regeneracji
Z aldehydu 3-fosfoglicerynowego oraz pozostającego w stanie równowagi izomeru – fosfodihydroksyacetonu w cyklu reakcji (patrz schemat) z udziałem enzymów przenoszących części łańcuchów węglowych odtwarzany jest akceptor CO2 1,5-bisfosforybuloza. Po związaniu 6 cząsteczek CO2 z cyklu może zostać wyprowadzona 1 cząsteczka heksozy.
Reakcje te zachodzą w stromie chloroplastów i są określane jako cykl Calvina-Bensona. Jest to tzw. faza bezpośrednio niezależna od światła fotosyntezy. Należy jednak podkreślić, że światło stymuluje również niektóre enzymy cyklu Calvina-Bensona poprzez utrzymywanie w stanie zredukowanym ich grup sulfhydrylowych.

### Modyfikacje fotosyntezy

#### Fotosynteza C4(cykl Hatcha-Slacka)

W liściu roślin o fotosyntezie C_{4} występują komórki epidermy – E nie zawierające chloroplastów, komórki mezofilowe o cienkich ścianach komórkowych zawierające chloroplasty – M i komórki pochew okołowiązkowych o grubych ścianach komórkowych także zawierające chloroplasty – BS, otaczające wiązkę przewodzącą – W

Fotosynteza C4 to proces wiązania dwutlenku węgla u roślin określanych nazwą rośliny C4. Rośliny te wykształciły mechanizmy anatomiczne i fizjologiczne pozwalające na zwiększenie stężenia CO2 w komórkach, w których zachodzi cykl Calvina-Bensona.
Przystosowania anatomiczne polegają na zróżnicowaniu komórek zaangażowanych w wiązanie CO2 na komórki mezofilowe oraz komórki pochew okołowiązkowych. Komórki pochew okołowiązkowych posiadają grubą ścianę komórkową, zwykle wysyconą suberyną, dzięki czemu ściana komórkowa jest w bardzo małym stopniu przepuszczalna dla gazów. Proces wiązania CO2 przebiega w komórkach mezofilu, gdzie dwutlenek węgla przyłączany jest do fosfoenolopirogronianu. W reakcji tej powstaje związek czterowęglowy – kwas szczawiooctowy. Jest on w zależności od gatunku rośliny przekształcany do asparaginianu lub jabłczanu i w tej postaci przenoszony do komórek pochew okołowiązkowych. Tam zachodzi reakcja dekarboksylacji i wydzielenie CO2, który jest włączany do cyklu Calvina-Bensona. Cykl ten zachodzi tylko w komórkach pochew okołowiązkowych, gdzie stężenie CO2 przekracza 10–20 razy stężenie CO2 w komórkach mezofilu. Fotosynteza C4 jest zatem sposobem zagęszczania CO2 w tych komórkach, gdzie zachodzi cykl Calvina-Bensona (w komórkach pochew okołowiązkowych). Przy zwiększonym stężeniu CO2 druga reakcja katalizowana przez enzym RuBisCO – przyłączanie do 1,5-bisfosforybulozy tlenu – rozpoczynająca szlak metaboliczny o nazwie fotooddychanie praktycznie nie zachodzi. Proces fotosyntezy u roślin C4 przebiega wydajniej. CO2 nie jest tracony w procesie fotooddychania, jednak nakład energetyczny na związanie jednej cząsteczki CO2 jest większy niż u roślin C3.
Rośliny C4 podzielono na trzy podtypy:
- Podtyp NADP-ME
- Podtyp NAD-ME
- Podtyp PEP-CK[36].

Kryterium podziału jest rodzaj enzymu odpowiedzialnego za przeprowadzenie reakcji dekarboksylacji w komórkach pochew okołowiązkowych. Jest to odpowiednio: enzym jabłczanowy (ME) zależny od NADP, enzym jabłczanowy zależny od NAD i karboksykinaza fosfoenolopirogronianu (PEP-CK). Do roślin C4 należą gatunki z wielu rodzin, np.: kukurydza, trzcina cukrowa, proso zwyczajne, sorgo, występujących w klimacie zwrotnikowym. Wiele z nich występuje jednak w warunkach klimatu umiarkowanego (w Europie ponad 100 gatunków w stanie naturalnym).

#### Fotosynteza C3-C4
Fotosynteza C3-C4 zachodzi u roślin, u których pierwszym produktem asymilacji CO2 jest związek czterowęglowy, lecz reakcje cyklu Calvina-Bensona zachodzą zarówno w komórkach mezofilu, jak i komórkach pochew okołowiązkowych. Rośliny o fotosyntezie pośredniej między C3 a C4 posiadają anatomiczne zróżnicowanie komórek na komórki mezofilowe i komórki pochew okołowiązkowych.
Wśród glonów występują gatunki zdolne zarówno do asymilacji dwutlenku węgla przez RuDP, jak i PEP, a więc przechodzące w zależności od warunków z jednego typu do drugiego, takie jak zielenica chlorella zwyczajna (Chlorella vulgaris) lub Porphyridium cruentum (krasnorost).

#### Fotosynteza CAM

Schemat przebiegu cyklu CAM. W nocy wytwarzany jest fosfoenolopirogronian, który po połączeniu z CO_{2} tworzy jabłczan. W dzień jabłczan zgromadzony w wakuoli rozkładany jest z wydzieleniem CO_{2} zużywanego w cyklu Calvina.

U roślin z rodziny gruboszowatych (Crassulaceae), wykryto po raz pierwszy specyficzny przebieg fotosyntezy, nazwany fotosyntezą CAM ((ang.) Crassulacean Acid Metabolism) – kwasowy metabolizm węgla gruboszowatych. Proces ten zachodzi także np. u ananasów i licznych sukulentów z różnych rodzin botanicznych, a także roślin zasiedlających kwaśne wody, np. jeziora lobeliowe. Rośliny te w dzień zamykają szparki, przez co wymiana gazowa jest ograniczona, a woda zatrzymywana w tkankach, natomiast w nocy otwierają je, a pochłonięty CO2 jest przyłączany do fosfoenolopirogronianu (podobnie jak u roślin C4), w wyniku czego tworzy się jabłczan, który magazynowany jest w wakuoli. W ciągu dnia, gdy rośliny mogą wykorzystywać energię światła słonecznego w fazie jasnej fotosyntezy, pochodzący z rozkładu jabłczanu CO2 zasila cykl Calvina. Przez to roślina może prowadzić fotosyntezę przy zamkniętych aparatach szparkowych.

### Pseudocykliczny transport elektronów
Przy znacznym natężeniu światła w chloroplastach zużywany jest nie tylko CO2, ale także O2. Tlen może być redukowany do nadtlenku wodoru H2O2 z udziałem fotoukładu I. Przeniesienie elektronów na O2 zamiast na NADP+ nosi nazwę reakcji Mehlera. Tworzenie reaktywnych form tlenu O2− oraz H2O2 ma miejsce przede wszystkim w chloroplastach ze zbyt małą ilością NADP+. Zbyt mała ilość NADP+ występuje głównie podczas oświetlania roślin natężeniem światła, kiedy fotosyntetyczny transport elektronów przebiega bardzo wydajnie, niemal cała pula NADP+ obecna w chloroplastach pozostaje w stanie zredukowanym. W takiej sytuacji elektrony mogą być przekazywane na tlen, co prowadzi do powstawania gradientu protonów i syntazy ATP, zapobiegając jednocześnie uszkodzeniu fotoukładów. Ze względu na syntazę ATP przy braku syntezy NADPH taki transport elektronów jest określany jako pseudocykliczny transport elektronów. Badania wykazały, że poza ochroną fotoukładów transport elektronów na O2 reguluje interakcje pomiędzy cyklicznym a niecyklicznym transportem elektronów. Chociaż stężenia tlenu nie wymienia się zwykle jako czynnika wpływającego na natężenie fotosyntezy, to w sytuacji intensywnego oświetlenia w wyniku fotolizy wody stężenie tlenu w komórkach jest na tyle duże, że reakcja Mehlera ma znaczący udział w wydajności całego procesu fotosyntezy.

### Wydajność energetyczna fotosyntezy

Zamiana energii słonecznej na węglowodany w liściu

Całkowite utlenienie glukozy do CO2 i H2O w reakcji:
C6H12O6 + 6O2 → 6CO2 + 6H2O
prowadzi do zmiany energii swobodnej ΔG°'= 2796 kJ mol −1.
Wytworzenie jednego mola glukozy w reakcjach cyklu Calvina zgodnie z danymi przedstawionymi na schemacie wymaga 12 moli NADPH i 18 moli ATP. Utlenienie NADPH do NADP+ odpowiada ΔG°'=220 kJ mol −1. Dla reakcji hydroliza ATP do ADP i Pi ΔG°'=31 kJ mol −1. Zatem 12 moli NADPH stanowi (12 × 220 kJ) 2640 kJ, a 18 moli ATP (18 × 31 kJ) 558 kJ. W sumie do wytworzenia jednego mola glukozy zostaje zużyte 3198 kJ. Wydajność energetyczna cyklu Calvina-Bensona wynosi więc 87%. Do związania jednej cząsteczki CO2 konieczna jest absorpcja minimum 8 kwantów światła (4 kwanty na każdy z fotoukładów). Powstanie jednej cząsteczki glukozy wymaga związania 6 cząsteczek dwutlenku węgla, potrzebne jest zatem 48 kwantów światła. Jeden mol kwantów światła czerwonego to 176 kJ. Na wytworzenie 1 mola glukozy potrzebne jest więc (48 × 176 kJ × mol−1) 8448 kJ. Wydajność energetyczna całego procesu fotosyntezy dla światła czerwonego wynosi więc 33%. Chlorofil może absorbować zarówno kwanty światła czerwonego, jak i niebieskiego, którego mol kwantów niesie energię 268 kJ. W tym przypadku na wytworzenie glukozy potrzebne jest (48 × 268 kJ × mol−1) 12864 kJ energii, a wydajność procesu wynosi 22%. Dla światła fioletowego teoretyczna wydajność zmiany energii światła na energię wiązań chemicznych wynosi ok. 19%. W komórce w absorpcji światła biorą udział chlorofile oraz inne barwniki asymilacyjne przekazujące energię do centrów reakcji z różną efektywnością, zależną od warunków, dlatego dokładne określenie wydajności całego procesu nie jest możliwe. Efektywność zamiany energii docierającej do roślin jako światło na energię zgromadzoną w biomasie wynosi od 3 do 6%, w zależności od typu fotosyntezy.

## Fotosynteza u prokariontów
Do organizmów prokariotycznych zdolnych do korzystania ze światła jako źródła energii należą: sinice, bakterie zielone, bakterie purpurowe, heliobakterie oraz należące do odrębnej domeny wykorzystujące światło w odmienny sposób niż pozostałe organizmy fotosyntetyzujące halobakterie.
Oksygeniczny (tlenorodny) typ fotosyntezy, z wydzieleniem tlenu, występuje jedynie u sinic. Przebieg fotosyntezy u tych bakterii nie różni się znacząco od przebiegu fotosyntezy u roślin. Charakterystyczną cechą sinic są układy antenowe zawierające jako barwnik pomocniczy fikobiliny i związane z nimi fikobiliproteiny takie jak fikocyjanina lub fikoerytryna. Układy antenowe sinic określane są jako fikobilisomy. Niektóre z sinic w określonych warunkach mogą także przeprowadzać anoksygeniczą fotosyntezę z wykorzystaniem jako donora elektronów H2S .
Pozostałe bakterie wykazują wyłącznie anoksygeniczny typ fotosyntezy, bez wydzielania tlenu. Łańcuch transportu elektronów może przypominać albo fotoukład I – tak jest w przypadku bakterii zielonych siarkowych i heliobakterii, albo fotoukład II – tak jest w przypadku bakterii purpurowych i bakterii zielonych nitkowatych.

### Bakterie zielone i heliobakterie

Schemat transportu elektronów w fotosyntezie bakterii zielonych. P-840 – centrum reakcji fotoukładu, MQ – menachinon, cyt_{553} – cytochrom 553, FeS – centrum żelazo-siarkowe, Fd – ferredoksyna, FMN – mononukleotyd flawinowy, Bchl_{663} – bakteriochlorofil 663.

Bakterie zielone siarkowe mogą wykorzystywać jako źródło elektronów wodór, siarkowodór, tiosiarczan, a nawet pierwiastkową siarkę. Kompleksy antenowe tych bakterii zawierają bakteriochlorofile a, c, d i e. W skład centrum jedynego fotoukładu wchodzi bakteriochlorofil a. Elektron wybity przez światło z fotoukładu przenoszony jest kolejno na bakteriochlorofil 663, centrum żelazo-siarkowe, ferredoksynę, mononukleotyd flawinowy i ostatecznie redukuje nukleotyd nikotynoadeninowy (NAD+). Transport elektronów w tym procesie ma charakter linearny, a układ przenośników obecnych w fotoukładzie jest zbliżony do fotoukładu I obecnego u roślin.
Istnieje także możliwość powrotu elektronu do centrum reakcji poprzez menachinon (witamina K2), kompleks cytochromowy bc i cytochrom c. Podczas takiego cyklicznego transportu elektronów następuje przenoszenie protonów w poprzek błony plazmatycznej i wytworzenie siły protonomotorycznej, koniecznej do syntazy ATP. Taka droga odpowiadałby cyklicznemu transportowi elektronów w fosforylacji cyklicznej roślin.
Podobny łańcuch transportu elektronów posiadają heliobakterie. Są one jedynymi bakteriami posiadającymi bakteriochlorofil g. Nie posiadają struktur porządkujących kompleksy biorące udział w fotosyntezie, a barwniki asymilacyjne znajdują się wprost w błonie komórkowej. Centrum reakcji z bakteriochlorofilem g wykazuje maksimum absorpcji przy 798 nm. Heliobakterie są względnymi autotrofami. W środowisku bez dostępu do światła przechodzą na metabolizm heterotroficzny, wykorzystując do wzrostu mleczan i pirogronian.
Strategia metaboliczna niektórych przedstawicieli heliobakterii, bakterii purpurowych i bakterii zielonych polegająca na wykorzystywaniu energii świetlnej określana jest jako fototrofia z różnymi odmianami – fotoorganoheterotrofia, gdy źródłem elektronów (reduktorem) są związki organiczne, fotolitoheterotrofia, gdy są to substancje nieorganiczne (związki siarki, wodór), a w obu przypadkach źródłem węgla są związki organiczne, natomiast gdy źródłem węgla jest dwutlenek węgla – fotoorganoautotrofia, gdy źródłem elektronów są związki organiczne i fotolitoautotrofia, gdy są to substancje nieorganiczne. Zatem tylko te dwa ostatnie przypadki fotoredukcji są właściwą fotosyntezą.

### Bakterie purpurowe

Przebieg transportu elektronów w chromatoforach bakterii purpurowych. P-870 – centrum reakcji fotoukładu, BPhe – bakteriofeofityna, QA – chinon związany z fotoukładem, Q – wolny chinon obecny w błonach chromatoforów, QH_{2} – zredukowany chinon, cyt c_{2} – cytochrom c_{2}, FeS – białko Rieskiego.

Bakterie purpurowe jako źródło elektronów mogą wykorzystywać związki siarki, siarkę pierwiastkową, wodór oraz proste związki organiczne (np. jabłczan, bursztynian). Kompleksy antenowe tych bakterii zawierają bakteriochlorofile a lub b. Fotoukład bakterii purpurowych przypomina fotoukład II występujący u roślin. Zawiera trzy polipeptydy o masie 21, 24, 32 kDa, 4 cząsteczki bakteriochlorofilu, 2 cząsteczki bakteriofeofityny, i cząsteczką karotenoidu, dwa chinony i atom żelaza. Maksimum absorpcji przypada na długość fali 870 nm, stąd określenie fotoukładu P-870.
Elektron wybity przez światło z fotoukładu przenoszony jest kolejno na bakteriofeofitynę (bakteriochlorofil pozbawiony magnezu), następnie poprzez chinon A przenoszony jest na cząsteczkę chinonu swobodnie przemieszczającą się w błonie. Ze zredukowanego chinonu elektron trafia na kompleks cytochromowy bc1, a z niego na cytochrom c2, który przenosi elektron do centrum reakcji fotoukładu. W przedstawionym cyklicznym, transporcie elektronów wytwarzane jest jedynie ATP. NADH2 lub NADPH2 wytwarzany jest prawdopodobnie bez udziału światła w odwrotnym łańcuchu transportu elektronów. Elektrony odrywane od związku będącego donorem (H2S, H2, S2O32−, związki organiczne) przenoszone są na cytochrom c2. Następnie trafiają na cytochrom b, co wymaga nakładu energii w postaci ATP. Z cytochromu b elektrony przenoszone są na chinon, a z niego na cząsteczkę NAD+ lub NADP+. Transport elektronów z chinonu na NAD+ także odbywa się wbrew potencjałowi i wymaga zużycia ATP. W efekcie zachodzenia odwrotnego łańcucha transportu elektronów wytwarzana jest siła redukcyjna w postaci NADH2 (NADPH2) niezbędna do redukcji CO2. Związki, które posłużyły jako donory elektronów, przekształcane są w siarkę, wodę lub kwasy organiczne.
NADH oraz ATP wytworzone przy okazji transportu elektronów zużywane są w cyklu Calvina-Bensona, odwrotnym cyklu Krebsa. W redukcji CO2, poza NADH, może także uczestniczyć zredukowana ferredoksyna. Związkiem, z którym łączy się CO2, może być acetylo-CoA lub bursztynylo-CoA, co prowadzi do powstania odpowiednio pirogronianu lub 2-oksoglutaranu.

### Halobakterie
W odmienny sposób energię świetlną wykorzystują halobakterie, w których błonie komórkowej znajduje się specyficzne białko połączone z barwnikiem – bakteriorodopsyna. Kompleks ten może pochłaniać kwanty światła, przechodząc w stan wzbudzenia. Powrót do stanu podstawowego umożliwia przeniesienie przez błonę protonu. Przeniesienie protonów na zewnątrz komórki prowadzi do powstania gradientu elektrochemicznego wykorzystywanego następnie przez syntazę ATP zlokalizowaną w błonie komórkowej do syntazy ATP.

## Ewolucja fotosyntezy

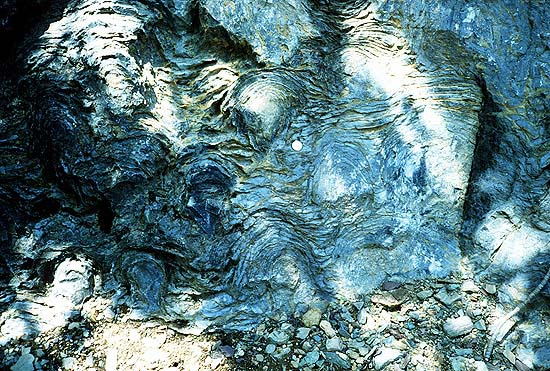
Kopalne stromatolity prawdopodobnie zostały utworzone przez bakterie o fotosyntezie zbliżonej do sinic i pochodzą ze skał mających 3,5 miliarda lat.

Fotosynteza jest ewolucyjnie bardzo starym procesem. Dowody chemiczne oraz znalezione skamieniałości wskazują, że fotosyntezujące sinice podobne do współcześnie występujących Chroococcales istniały 2,5–2,6 miliarda lat temu. Poprzedzały je z pewnością różne formy fotosyntetyzujących bakterii anoksygenicznych. Dane uzyskane przez badanie izotopów węgla sugerują, że asymilacja węgla przez organizmy autotroficzne zachodziła co najmniej miliard lat wcześniej. Natura najwcześniejszych organizmów fotosyntetyzujących nie jest dobrze znana. Główne elementy aparatu fotosyntetycznego to centra reakcji, kompleksy antenowe, kompleksy transferu elektronów i asymilacji węgla. Elementy te nie mają wspólnej historii ewolucji we wszystkich organizmach, dlatego na aparat fotosyntetyczny najlepiej patrzeć jako na mozaikę elementów, z których każdy ma swoją własną historię ewolucji. Istnieją dwie szkoły badania pochodzenia centrów reakcji i fotosyntezy. Pierwsza z nich widzi początek rozwoju centrów reakcji jeszcze w fazie prebiotycznej, druga szkoła widzi centra reakcji rozwijające się od cytochromu b w bakteriach.
Przedstawiane są dwa modele kolejnego etapu rozwoju centrów reakcji w bakteriach purpurowych, bakteriach zielonych i sinicach.
W modelu selektywnej utraty wspólny przodek zawierał zarówno centrum reakcji PS I, jak centrum reakcji PS II. Ewolucja centrów reakcji w bakteriach purpurowych i bakteriach zielonych nitkowatych doprowadziła do utraty centrum reakcji PS I. Z kolei rozwój bakterii zielonych siarkowych oraz heliobakterii doprowadził do utraty centrum reakcji PS II. Oba centra reakcji PS I i PS II pozostały u sinic.
W modelu połączenia wspólny przodek występował w dwóch liniach, jeden zawierał centrum reakcji PS I, a drugi zawierał centrum reakcji PS II. Linia pierwsza dała początek zielonym bakteriom siarkowym oraz heliobakterii, linia druga zapoczątkowała bakterie purpurowe i zielone bakterie nitkowate. Dwa centra reakcji sinic byłyby skutkiem połączenia organizmu zawierającego centrum reakcji PS I i organizmu zawierającego centrum reakcji PS II .
Historia ewolucji różnych kompleksów antenowych – LHC wydaje się całkiem niezależna. Przejście z anoksygenicznej do tlenowej fotosyntezy miało miejsce, kiedy sinice nauczyły się używać wody jako dawcy elektronów do wytwarzania siły redukcyjnej używanej do redukcji CO2. Przed tym przejściowym dawcą elektronów mógł być nadtlenek wodoru, a jeszcze wcześniej źródłem siły redukcyjnej mogłyby być jony żelaza.
Komórki eukariotyczne zdolność do fotosyntezy posiadły około 1,6 mld lat temu poprzez wchłonięcie na drodze endocytozy bakterii fotosyntetyzujących o typie fotosyntezy występującej u sinic. Dowodem takiego pochodzenia chloroplastów jest posiadanie własnego materiału genetycznego przez chloroplasty oraz całkowitego aparatu transkrypcji i translacji potrzebnego do wytworzenia białek zapisanych w genach chloroplastowych. Geny chloroplastu wykazują znaczne podobieństwo do genów sinic, niemniej jednak znaczna część białek chloroplastowych jest obecnie kodowana przez geny jądrowe i muszą być importowane do chloroplastów z cytozolu.
Jednorazowa endosymbioza nie wyjaśnia pochodzenia wszystkich organizmów eukariotycznych posiadających chloroplasty. Dlatego przyjmuje się, że doszło do przynajmniej dwóch, a prawdopodobnie do wielu endosymbioz, w wyniku których powstały współczesne komórki fotosyntetyzujących protistów. Wtórna endosymbioza umożliwia fotosyntezę u organizmów takich jak: kryptomonady, chlorarachniofity, eugleniny, okrzemki, brunatnice, złotowiciowce i innych. W przypadku dwóch pierwszych grup chloroplasty zawierają nukleomorfy, tj. resztki jądra komórkowego endosymbionta, w przypadku kryptomonad – pierwotnego krasnorostu, w przypadku chlorarachniofitów – pierwotnej zielenicy.
Najstarsza skamieniałość trawy Tomlinsonia, o anatomii liścia typowej dla roślin C4 pochodzi sprzed 12–13 mln lat. Rozsądne granice powstania fotosyntezy C4 u traw to okres pomiędzy 30 a 15 mln lat temu. Około 5–8 mln lat temu, gdy stężenie CO2 w atmosferze spadło do około 200 μbar przy 20 mbar O2, rośliny wykorzystujące fotosyntezę tego typu stały się na ekologicznie dominujące na lądach. W czasach współczesnych fotosynteza C4 odpowiada za 20–30% asymilacji węgla na lądach.

## Czynniki wpływające na natężenie fotosyntezy

### Natężenie światła

Krzywa świetlna fotosyntezy dla roślin C3 i C4. Linia zielona pokazuje zmiany natężenia fotosyntezy mierzone jako pobierania CO_{2} dla roślin o fotosyntezie typu C_{3}, a krzywa czerwona dla roślin o fotosyntezie typu C_{4}. Natężenie fotosyntezy wzrasta wraz ze wzrostem natężenia światła tylko do pewnego momentu. 1 – oddychanie komórkowe (oddychanie ciemniowe), 2 – świetlny punkt kompensacyjny, 3 – punkt wysycenia fotosyntezy, 4 – początek fotoinhibicji.

W sprzyjających warunkach rośliny mogą zużytkować w procesie fotosyntezy około 5% energii docierającego do liści światła. Ze względu na zakres absorpcji poszczególnych długości fali przez barwniki fotosyntetyczne na wydajność fotosyntezy wpływa jedynie natężenie światła w zakresie 400–700 nm. Natężenie światła biorącego udział w fotosyntezie określa się najczęściej jako gęstość przepływu fotonów fotosyntetycznych (PPFD – (ang.) photosynthetic photon flux density) wyrażaną w µmol (fotonów z zakresu 400–700 nm) m−2 s-1. Przy pełnym nasłonecznieniu PPFD przekracza 1500 µmol m−2 s−1. Zależność fotosyntezy od natężenia światła obrazuje tak zwana krzywa świetlna. W przypadku braku oświetlania rośliny wydzielają CO2 produkowany podczas oddychania komórkowego. Przy bardzo małym natężeniu światła, proces wydzielania CO2 w oddychaniu komórkowym, przeważa nad fotosyntetycznym wiązaniem CO2 i roślina nadal wydziela dwutlenek węgla. Przy pewnym natężeniu światła specyficznym dla gatunku rośliny i panujących warunków (np. temperatury) dochodzi do zrównania pobierania CO2 w procesie fotosyntezy i wydzielania CO2 w procesie oddychania komórkowego, punkt ten nazywany jest świetlnym punktem kompensacyjnym. Rośliny wykorzystujące fotosyntezę C3 mają wartość tego punktu niższą niż rośliny o fotosyntezie C4. Przy natężeniu światła powyżej świetlnego punktu kompensacyjnego następuje dalszy wzrost natężenia fotosyntezy. Przy pewnym natężeniu światła, charakterystycznym dla każdej z roślin, dochodzi do wysycenia procesu fotosyntezy. Punkt ten nazywa się świetlnym punktem wysycenia. Jest on wyższy dla roślin o fotosyntezie C4 niż dla roślin o fotosyntezie C3. Również u roślin określanych jako światłolubne (heliofity) świetlny punkt wysycenia jest wyższy niż dla roślin określane jako cieniolubne (skiofity) lub cienioznośne. Długie działanie światła o dużym natężeniu prowadzi do uszkodzenia aparatu fotosyntetycznego i obniżenia wiązania CO2 przez roślinę. Zjawisko hamowania fotosyntezy przez duże natężenie światła nosi nazwę fotoinhibicji i jest głównie efektem uszkodzenia fotoukładu II.
W wodzie światło ulega pochłanianiu, dlatego jego dostępność jest znacznie bardziej ograniczona niż na lądzie. Organizmy przeprowadzające fotosyntezę pod wodą muszą wykorzystywać dostępne światło bardziej efektywnie. W czasie maksymalnego rozwoju w jeziorach, fitoplankton może pochłaniać 70% docierającego światła. Im głębiej, tym więcej światła ulega rozproszeniu i pochłonięciu. Ilość światła, przy której następuje kompensacja świetlna, dla różnych gatunków ma specyficzną wartość i występuje na różnych głębokościach. Głębokość, na której oddychanie (rozkład materii organicznej) równoważy fotosyntezę (tworzenie materii organicznej) w ekosystemie jako całości nazywa się poziomem kompensacyjnym. Umownie jest to głębokość, do której dociera 1% światła fotosyntetycznie czynnego padającego na powierzchnię. W wodach mętnych jest to kilka metrów, w wodach przejrzystych do 150 m. Naświetloną strefę przypowierzchniową, w której fotosynteza przeważa nad oddychaniem, nazywa się strefą eufotyczną lub trofogeniczną, a strefę poniżej poziomu kompensacyjnego – afotyczną lub trofolityczną. Makrofity są w stanie rozwijać się przy natężeniu co najmniej 2% światła padającego na powierzchnię. Rekordowe głębokości zasięgu makrofitów odnotowano w jeziorze Titicaca – rośliny naczyniowe (Potamogeton strictus) do 11 m, ramienice do 14 m, mchy do 29 m i jeziorze Tahoe – rośliny naczyniowe do 6,5 m, a ramienice i mchy do 75 m. W tym jeziorze produkcja pierwotna glonów osiąga mierzalne wartości na głębokości 105 m, a rozwój zielenicy Gongrosira zaobserwowano na głębokości 160 m. Z kolei przy samej powierzchni natężenie światła wywołuje fotoinhibicję. Występuje ona, gdy promieniowanie przekracza 200–800 μE • m −2 • s −1, a całkowicie wyklucza fotosyntezę przy wartościach powyżej 1400 μE • m −2 • s −1. Fotoinhibicja może zachodzić na głębokości 0–0,5 m w wodach humusowych, a w jeziorach przezroczystych w słoneczne dni nawet do 30 m. Optymalne natężenie światła dla glonów zwykle jest rzędu tysięcy lub dziesiątek tysięcy luksów. Zależne jest od różnych czynników, takich jak temperatura czy stężenie dwutlenku węgla, a także jest różne u różnych organizmów. Przykładowo, u okrzemki z rodzaju Asterionella w warunkach naturalnych optymalne stężenie wynosiło 5000 lx w temperaturze 5 °C, a 12 500 lx w temperaturze 17 °C. W innych badaniach algologicznych fotoinhibicja dała się zauważyć przy natężeniu 10 000 lx, a fotosynteza ustawała całkowicie przy 100 000 lx. Rośliny i glony przystosowują się do małych natężeń światła zwiększaniem ilości chlorofilu (np. zielenica Chlorella) albo reorganizując aparat fotosyntetyczny, co przyspiesza tempo fotosyntezy (np. okrzemka Cyclotella). Czas potrzebny na adaptację do zmiany oświetlenia może wynosić od kilkunastu minut do kilkunastu dni.
U glonów stosunek białek do węglowodanów wśród ostatecznych produktów fotosyntezy jest odwrotnie proporcjonalny do natężenia światła. Przy silnym natężeniu światła biosynteza białek jest ograniczona, m.in. przez brak przyswajalnego azotu.

### Barwa światła

Widmo czynnościowe fotosyntezy roślin, krasnorostu Porphyra oraz absorpcja dla głównych barwników fotosyntetycznych.

U roślin lądowych w największym stopniu wykorzystywana jest energia światła pochłanianego przez chlorofil (głównie niebieskie, w mniejszym, stopniu fioletowe, czerwone, pomarańczowe i żółte), a w mniejszym przez karotenoidy. U fotoautotrofów wodnych bywa odmiennie. U zielenic jest podobnie jak u roślin lądowych. U sinic najefektywniej wykorzystywane jest światło żółte pochłaniane przez niebieską fikocyjaninę, u wielu krasnorostów – światło żółte i zielone (pochłaniane przez czerwoną fikoerytrynę), okrzemek i brunatnic (glonów z grupy stramenopili) – światło niebieskie i zielone pochłaniane przez karotenoidy. Optymalna barwa światła (długość fali świetlnej) dla organizmów zajmujących różne siedliska wodne związana jest z różnicami w rozpraszaniu poszczególnych długości fal przez wodę. Barwa organizmu fotosyntetyzującego odpowiada pasmu widma, które jest w najmniejszym stopniu pochłaniane przez barwniki fotosyntetyczne. Glony występujące głęboko (np. w metalimnionie) muszą zarówno mieć odpowiednią barwę (czerwoną), jak i wykazywać właściwości skiofityczne. Przykładem są czerwone sinice z gatunków Planktothrix rubescens i Planktothrix aghardii var. isothrix lub kryptomonady: Rhodomonas minuta osiągające optimum na głębokości, do której dociera 50% światła padającego na powierzchnię i Rhodomonas lens, dla której jest to głębokość otrzymująca 10%. Niektóre glony zmieniają barwę w zależności od zasiedlanej głębokości, np. sinice Chamaesiphon subglobosus i Lingbya purpurescens przechodzą od barwy zielonej do krwistoczerwonej. Zmienność wykazują też inne sinice, krasnorosty i liczne glony morskie.

### Dwutlenek węgla

Wpływ stężenia CO_{2} na natężenie fotosyntezy mierzone pobieraniem CO_{2} u roślin C_{3} i C_{4}.

Stężenie dwutlenku węgla w powietrzu wynoszące około 0,036% jest znacznie niższe niż optymalne dla procesu fotosyntezy przy sprzyjających warunkach świetlnych i odpowiedniej temperaturze. W optymalnych warunkach natężenie fotosyntezy wzrasta aż do stężenia CO2 około 0,1%. Przy wyjątkowo niskich stężeniach CO2 procesy oddychania i fotooddychania wytwarzają więcej CO2 niż jest asymilowane w fotosyntezie. Stężenie CO2, przy którym jego wydzielanie równoważy się z fotosyntetycznym pobieraniem, nosi nazwę punkt kompensacyjny stężenia dwutlenku węgla. Dla roślin o fotosyntezie C4 jest on bliski zeru, a dla roślin o fotosyntezie C3 zależnie od gatunku i temperatury leży on w przedziale 0,009–0,018% CO2. Natężenie fotosyntezy dla roślin C4 jest przy niskich stężeniach dwutlenku węgla wyższe niż dla roślin C3. Przy wartościach bliskich stężeniu optymalnemu rośliny C3 uzyskują niewielką przewagę w intensywności wiązania CO2, co wykorzystuje się to w uprawach szklarniowych poprzez „nawożenie” roślin CO2 w sprzyjających warunkach temperaturowych i świetlnych. Stężenia CO2 powyżej 1% są dla roślin toksyczne i powodują zahamowanie procesy fotosyntezy. Badania na zielenicy Chlorella vulgaris nie wykazały, aby stężenie do 4% wpływało na aktywność RuBisCO, choć wpływało na niektóre inne enzymy biorące udział w metabolizmie węgla (jak anhydraza węglanowa czy karboksylaza PEP).
Bardziej skomplikowane są stosunki między stężeniem CO2 a fotosyntezą w wodzie (fototrofy wodne). Dwutlenek węgla rozpuszczony w wodzie może występować w fazie cząsteczkowej lub jako jony HCO3− i CO32−. Proporcje występowania tych form zależą od odczynu wody i zawartości substancji buforujących, np. jonów wapnia tworzących bufor wodorowęglanowy. Przy wysokim pH przeważającą formą jest HCO3− i CO32−, przy niskim pH wzrasta zawartość CO2 w postaci rozpuszczonego gazu. Postacie rozpuszczonego węgla nieorganicznego ((ang.) DIC, dissolved inorganic carbon) są w różnym stopniu dostępne dla organizmów fotosyntetyzujących. Większość wykorzystuje niemal wyłącznie cząsteczkowy dwutlenek węgla; z kolei do przyswajania jonów wodorowęglanowych przystosowane jest mniej gatunków (np. zielenica Hydrodictyon africanum, niektóre okrzemki, niektóre rośliny naczyniowe). Zdolność do wiązania węgla w postaci jonów wodorowęglanowych daje organizmom przewagę konkurencyjną, gdyż zwiększa wydajność pozyskiwania węgla. W niektórych badaniach organizmy zdolne do asymilacji HCO3− wykorzystywały większość całego dostępnego węgla (glony z rodzajów Anabaena, Microcystis i Scenedesmus do 90%, makrofity takie jak wywłócznik kłosowy i rdestnica przeszyta do 70%), podczas gdy organizmy do tego niezdolne – zaledwie do 5%. Poza tym organizmy zdolne do asymilacji jonów wodorowęglanowych mogą żyć w wodach o odczynie pH = 11, w których rozpuszczony dwutlenek węgla już nie występuje. Często glony najpierw zużywają jony wodorowęglanowe, a po ich wyczerpaniu natężenie fotosyntezy spada. Ten efekt jest szczególnie silny w wodach zasadowych, gdzie wodorowęglany i węglany to główna postać węgla nieorganicznego. Z drugiej strony, zanurzone rośliny wodne niepotrafiące wykorzystywać HCO3− i dla których niedostępny jest atmosferyczny dwutlenek węgla, mają punkt kompensacyjny pozwalający na wykorzystywanie mniejszych stężeń rozpuszczonego CO2 (2–12μM), niż rośliny zdolne do zdobywania nieorganicznego węgla z innych źródeł (60–110 μM). Jony wodorowęglanowe nie są bezpośrednio włączane do cyklu Calvina, lecz po ich uprzedniej dehydratacji przy użyciu powszechnie występującego u różnych organizmów enzymu – anhydrazy węglanowej, a więc jako dwutlenek węgla. W tej postaci są wiązane przez RuBisCO. Aktywność anhydrazy węglanowej jest uzależniona m.in. od stężenia dwutlenku węgla – u Chlorella vulgaris przy jego zwiększonej koncentracji spada i spowalnia fotosyntezę. Przy normalnych lub niskich stężeniach CO2 – wzrasta i wzmaga natężenie fotosyntezy. Jest to wynik wpływu odczynu (zależnego od stężenia dwutlenku węgla) na właściwości tego enzymu.

### Temperatura
|  |  |  |

Jak dla wszystkich procesów przeprowadzanych z użyciem enzymów, tak i dla fotosyntezy temperatura jest czynnikiem ograniczającym. Rośliny są w stanie przeprowadzać fotosyntezę w temperaturach niewiele poniżej zera (rośliny górskie) aż do temperatur zbliżających się do 50 °C (rośliny pustyń). Nieco szerszy zakres tolerancji wykazują glony, zwłaszcza sinice. Eukariotyczne glony są w stanie żyć i fotosyntetyzować do temperatury 55–60 °C, choć dla większości gatunków granica ta sięga zaledwie do 40 °C. Termofilne gatunki sinic przeprowadzają fotosyntezę do ok. 75 °C w wodach obojętnych lub zasadowych i ok. 56 °C w wodach kwaśnych. Przy optymalnych warunkach świetlnych optimum temperaturowe wynosi około 30 °C i jest niższe dla roślin C3 niż dla roślin C4. Przy wyższych temperaturach natężenie fotosyntezy spada, co jest związane przede wszystkim ze wzrastającą intensywnością reakcji oddychania i fotooddychania w temperaturach powyżej 40 °C. W temperaturze powyżej 40 °C spada powinowactwo enzymu RuBisCO do CO2, przez co większego znaczenia nabiera druga funkcja tego enzymy – oksydacja 1,5-bisfosforybulozy. W temperaturze 60–70 °C dochodzi do denaturacji kompleksów chlorofilowo-białkowych, co prowadzi do całkowitego zaniku aktywności fotosyntetycznej rośliny. Zmiana właściwości enzymów biorących udział w reakcjach fotosyntezy to niejedyna przyczyna zmian w natężeniu fotosyntezy. Wraz ze wzrostem temperatury zwiększa się płynność błon komórkowych, co prowadzi do wycieku jonów, między innymi protonów, z wnętrza tylakoidów. W efekcie pomimo transportu elektronów przez przenośniki nie jest wytwarzany gradient protonowy niezbędny do syntazy ATP. W niskich temperaturach płynność błon komórkowych ulega zmniejszeniu, co ogranicza tempo dyfuzji ruchliwych przenośników elektronów, głównie plastochinonu i plastocyjaniny, a w konsekwencji obniża wydajność fazy jasnej fotosyntezy. Wrażliwość na fotooksydację wzrasta wraz z temperaturą, przez co postuluje się, że duże natlenienie wód po letnich zakwitach jest wraz z wysoką temperaturą przyczyną śmierci skądinąd ciepłolubnych gatunków sinic. Dla niektórych termofilnych sinic optymalna temperatura fotosyntezy wynosi 68–72 °C, podczas gdy dla gatunków umiarkowanie termofilnych – 45–50 °C. Z kolei niektóre kriofilne szczepy zielenicy zawłotni śnieżnej Chlamydomonas nivalis optymalnie fotosyntetyzują przy temperaturze 3 °C (choć dla innych szczepów tego gatunku to może być nawet 20 °C). U niektórych organizmów temperatura może modyfikować dominujący typ fotosyntezy. Chlorella vulgaris w temperaturze ok. 25 °C przeprowadza cykl Hatcha-Slacka, natomiast w temperaturze niższej lub wyższej – typ C3.

### Woda
Woda zwykle nie stanowi czynnika bezpośrednio wpływającego na wydajność fotosyntezy, jednak gospodarka wodna rośliny ma dla tego procesu pewne znaczenie. Zamknięcie aparatów szparkowych w sytuacji niedoboru wody w roślinie prowadzi do ograniczenia wnikania CO2 do wnętrza liścia, a to z kolei powoduje zahamowanie fotosyntezy. Powstanie mechanizmów zapobiegających ograniczaniu fotosyntezy w warunkach niedoboru wody spowodowało wykształcenie roślin CAM i C4 prowadzących dużo bardziej oszczędną gospodarkę wodą niż rośliny C3.

### Tlen
Stężenie tlenu w atmosferze jest stosunkowo stałe, jednak w komórce, do której tlen dociera przez aparaty szparkowe oraz jest wytwarzany w fazie jasnej fotosyntezy, lokalne stężenie tlenu może ulegać znaczącym wahaniom. Stężenie tlenu w cytoplazmie wzrasta przy intensywnym zachodzeniu fazy jasnej fotosyntezy. Jeśli aparaty szparkowe pozostają otwarte, O2 zostaje usunięty z organów asymilacyjnych, jeśli jednak aparaty szparkowe pozostają zamknięte lub przymknięte, stężenie tlenu jest znacznie wyższe niż w roztworze, w którym rozpuszczone są składniki powietrza atmosferycznego. Tlen wpływa przede wszystkim na zachodzenie procesu utleniania 1,5-bisfosforybulozy, katalizowanego przez enzym RuBisCO. Zjawisko zwiększonego wydzielania CO2 podczas oświetlania roślin oraz przez krótki okres po oświetlaniu nazywane jest fotooddychaniem, a jego bezpośrednią przyczyną jest dwufunkcyjność enzymu RuBisCO. Ze względu na konkurowanie o miejsce katalityczne karboksylazy 1,5-bisfosforybulozy przez CO2 i O2 wzrost stężenia tlenu, następujący podczas intensywnego zachodzenia fazy jasnej, prowadzi do zahamowania natężenia fotosyntezy. Jednocześnie intensywne zachodzenie fotosyntezy prowadzi do obniżenia stężenia CO2 w komórce, co zwiększa udział reakcji rozpoczynającej fotooddychanie. Do zwiększenia stężenia tlenu dochodzi szczególnie podczas stresu, gdy w wyniku suszy, zasolenia lub wysokiej temperatury dochodzi do zamknięcia aparatów szparkowych, tlen nie może zostać usunięty z liści, a CO2 dostarczany jest w niewystarczających ilościach. W tej sytuacji dochodzi do zwiększenia udziału fotooddychania. Prawdopodobnie fotooddychanie chroni rośliny rosnące w zmieniających się warunkach przed uszkodzeniem aparatu fotosyntetycznego poprzez wytwarzanie CO2 i podtrzymywanie reakcji fazy ciemnej w warunkach niewystarczającego dostarczania CO2 z atmosfery. Rośliny przeprowadzające fotosyntezę C4 nie wykazują fotooddychania i nie obserwuje się u nich wpływu stężenia tlenu na natężenie fotosyntezy, w stężeniach zbliżonych do stężenia tlenu w powietrzu atmosferycznym. Wykazują jednak większą wrażliwość na niskie temperatury.
W stężeniach tlenu wyższych od stężenia atmosferycznego także u roślin C4 obserwuje się spadek natężenia fotosyntezy, co prawdopodobnie związane jest ze wzrostem natężenia reakcji Mehlera.
Wysokie stężenie tlenu powstającego przy intensywnej fotosyntezie może być przyczyną powstawania reaktywnych form tlenu i prowadzić do fotooksydacji chlorofilu i degradacji fotoukładów.
Bakterie fotosyntetyzujące mogą być fakultatywnymi lub obligatoryjnymi anaerobami. Zielone bakterie z rodziny Chlorobiaceae giną w obecności tlenu. Cześć bakterii purpurowych na świetle jest anaerobami, a w ciemności stają się heterotroficznymi aerobami.
Wysokie stężenie tlenu jest toksyczne zwłaszcza dla sinic. Fotooksydacja zachodzi zwykle przy dłuższym działaniu światła i zwiększana jest przez wysoką temperaturę i niskie stężenie CO2 i mineralnych substancji pokarmowych. Prawdopodobnie łagodzona jest przez karotenoidy.

## Znaczenie

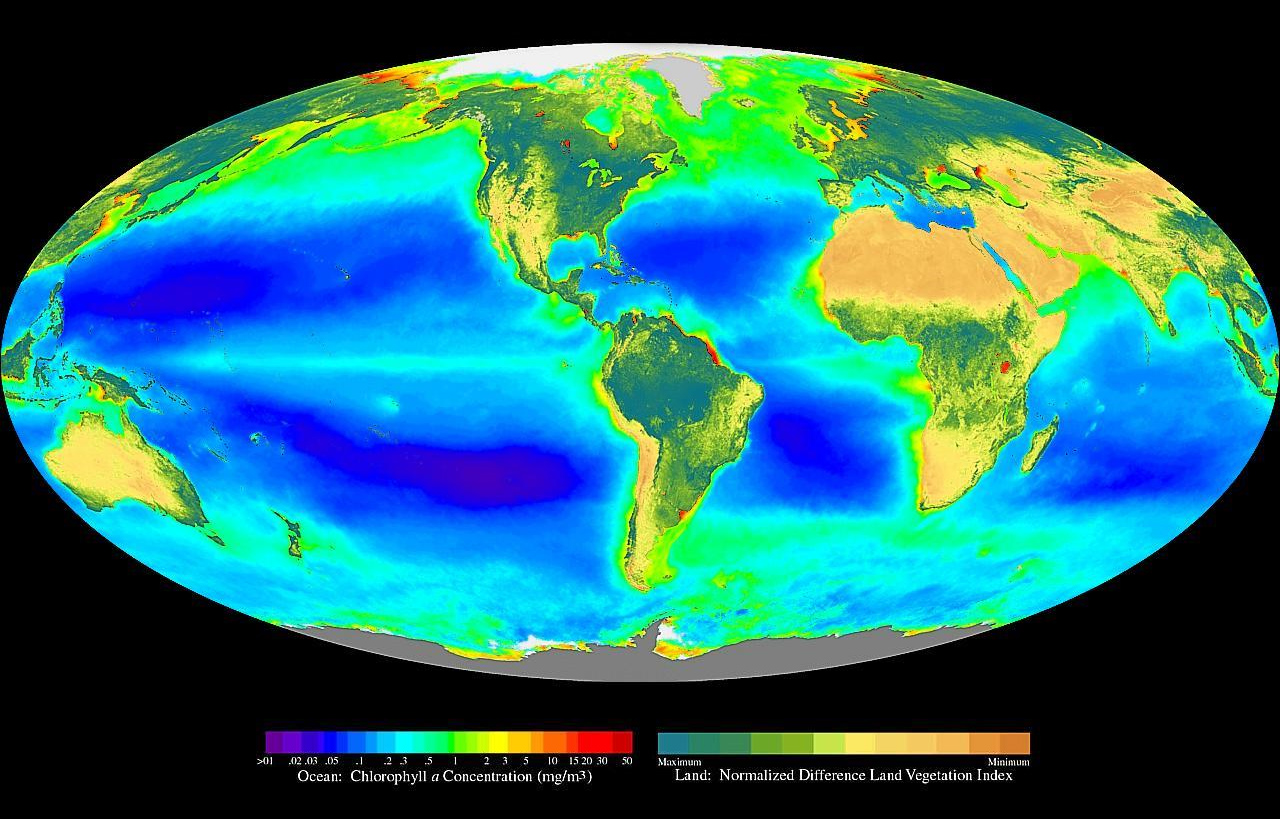
Rozkład biomasy na Ziemi mierzony jako stężenie chlorofilu a w wodach oceanów i jako indeks NDVI na lądach.

Fotosynteza jest jednym z podstawowych procesów biologicznych. Warunkuje ona istnienie absolutnej większości organizmów żywych na Ziemi. Dzięki reakcjom fotosyntezy możliwa jest przemiana materii nieorganicznej (CO2) w organiczną stanowiącą źródło energii dla organizmów heterotroficznych.
Jedynym alternatywnym źródłem związków organicznych jest proces chemosyntezy przeprowadzany przez niektóre bakterie. Ilość materii organicznej powstałej w wyniku chemosyntezy jest znikoma. Istnieją jednakże całe ekosystemy wokół hydrotermalnych kominów oceanicznych, w których produkcją związków organicznych zajmują się bakterie chemosyntetyzujące. Jednakże nawet w ekosystemach położonych na dnie oceanów poniżej zasięgu światła słonecznego odkryto bakterie zawierające bakteriochlorofil, co sugeruje, że zachodzi tam fotosynteza, w której źródłem energii są niewielkie ilości światła geotermalnego. Pomimo produkcji substancji organicznych głównie na drodze chemosyntezy nawet te odległe od światła słonecznego ekosystemy pozostają zależne od procesu fotosyntezy zachodzącej na powierzchni kontynentów i oceanów. Liczne organizmy z wyższych poziomów troficznych (konsumenci) żyjące w strefie afotycznej korzystają z tlenu będącego ubocznym produktem fotosyntezy i posiadają znaczne ilości hemoglobiny służącej do jego magazynowania .
To właśnie uboczny produkt fotosyntezy, tlen, jest niezbędny do życia wszystkich organizmów heterotroficznych z wyjątkiem bakterii beztlenowych. Z drugiej strony, tlen jako pierwiastek reaktywny może prowadzić do niszczenia związków organicznych i być toksyczny dla organizmów, nie tylko bezwzględnych anaerobów, dlatego niemal wszystkie obecnie żyjące na Ziemi organizmy wykształciły mniej lub bardziej skuteczne mechanizmy ochrony przed toksycznym działaniem tlenu. Paradoksalnie istnieją organizmy, które są jednocześnie zdolne do tlenorodnej fotosyntezy i ściśle beztlenowych innych procesów metabolicznych. Tak jest w przypadku niektórych sinic, które mogą anaerobowo wiązać wolny azot wyłącznie w oddzielonych od reszty kolonii heterocytach. Prawdopodobnie jednak we wczesnej historii życia tlen uwalniany przez pierwotne organizmy fotosyntetyzujące oksygenicznie był przyczyną swoistej klęski ekologicznej i wymarcia znacznej części ówczesnych gatunków znanej jako katastrofa tlenowa. Obecny w atmosferze Ziemi tlen jest skutkiem fotosyntezy. Proces fotosyntezy jest jednym z czynników ustalających poziom CO2 w atmosferze ziemskiej. Jego obecna zawartość jest czynnikiem ograniczającym natężenie fotosyntezy. W wyniku fotosyntezy w ciągu roku na Ziemi gromadzone jest 1010 ton węgla w postaci związków organicznych, co odpowiada energii około 4,2 × 1017 kJ.
Cała energia zawarta w paliwach kopalnych (np. węgiel, torf, ropa, gaz ziemny) pochodzi z procesu fotosyntezy, który zachodził w roślinach przez miliony lat. Wtórne produkty fotosyntezy wykorzystywane są jako różnego rodzaju produkty roślinne. Stanowią źródło pokarmu, drewna, surowców dla przemysłu chemicznego, farmaceutyki i przetwórstwa.